# Aniello Cutolo
Aniello Cutolo (Napoli, 19 maggio 1983) è un dirigente sportivo ed ex calciatore italiano, di ruolo attaccante, direttore sportivo dell'Arezzo.

## Carriera

### Inizi
Ha iniziato nella scuola calcio U.S. Nuovo Soccavo di Napoli. Ha poi fatto tutta la trafila nelle giovanili del Napoli, assieme ad Antonio Floro Flores, e successivamente nelle giovanili del Benevento con cui debutta fra i professionisti a diciotto anni in Serie C1.

### Giugliano, Benevento e Lodigiani
Nel 2003 viene mandato in prestito per una stagione in Serie C2 nel Giugliano che aiuta ad arrivare ai play-off con le sue otto reti.
La stagione successiva torna al Benevento dove segna una rete in quindici partite, dopodiché a gennaio 2005 viene ceduto alla Lodigiani in Serie C2, dove segna dieci reti in sei mesi e perde la finale dei play-off.

### Le esperienze in giro per l'Italia
Nell'estate 2005 viene acquistato dall'Arezzo in Serie B che, dopo dieci partite senza alcun gol, nel mercato di gennaio lo cede al Verona ancora in cadetteria, dove rimane anche nel successivo campionato 2006-2007, culminato con la retrocessione in Serie C1; nella partita di andata del play-out contro lo Spezia (terminata 2-1), Cutolo fallisce clamorosamente un'occasione da gol che avrebbe permesso alla sua squadra di portarsi sullo 0 a 2. In totale con il club scaligero gioca 35 partite e segna quattro gol in un anno e mezzo.
Nell'estate del 2007 lascia il Verona e passa al Taranto che, anche grazie alle sue 13 reti, sfiora la promozione in Serie B.
L'anno seguente milita in Prima Divisione con il Perugia, rimanendovi fino all'agosto del 2009, quando si trasferisce al Crotone, appena promosso in Serie B, dove gioca come titolare per due stagioni segnando 17 reti.

### I due anni al Padova
Il 13 luglio il Padova annuncia il suo acquisto in comproprietà con il Crotone. Con i biancoscudati esordisce il 14 agosto 2011 in Coppa Italia mettendo a segno una doppietta.
Il 16 settembre 2011 segna il suo primo gol in campionato contro la sua ex squadra, ossia il Verona, facendo un'esultanza provocatoria dopo che il pubblico del Bentegodi lo aveva fischiato per tutta la partita per l'errore di La Spezia che nel 2007 costò al Verona la retrocessione nell'allora Serie C1.
Conclude la stagione 2011-2012 con i biancoscudati con trentadue presenze e otto gol segnati in campionato. Il 23 giugno 2012 il Padova si aggiudica alle buste l'intero cartellino del giocatore.
Nel campionato di Serie B 2012-2013 il Padova, nonostante le sue 12 reti in 39 partite, non riesce a raggiungere i play-off.

### Pescara e Livorno
Il 16 luglio 2013 viene ufficializzato il suo passaggio a titolo definitivo al Pescara. Il 24 agosto entra nel finale di partita subentrando a Giuseppe Mascara nella gara d'esordio contro la Juve Stabia, gara terminata 3-0 per i biancazzurri.
In tutto mette insieme 30 presenze e 3 gol.
Il 27 agosto 2014 passa al Livorno in prestito con diritto di riscatto. Segna la sua prima rete con il club amaranto nel match Livorno-Latina 1-1 su calcio di rigore. Tocca quota 400 presenze con i club in occasione di Ternana-Livorno 0-4 del 18 ottobre, partita nella quale segna anche una doppietta. In sei mesi gioca 21 partite e segna 6 gol in campionato.

### Entella, Juve Stabia ed Arezzo
Il 2 febbraio lascia il Livorno perché si trasferisce all'Entella, nello scambio che riporta Marco Sansovini al Pescara; con la squadra ligure firma un contratto di 2 anni e mezzo con scadenza il 30 giugno 2017. Qui ritrova Ferdinando Sforzini e Ivan Pelizzoli, suoi compagni di squadra la stagione precedente a Pescara. Viene presentato alla stampa due giorni dopo al termine dell'amichevole Entella-Genoa 0-1 e debutta da titolare l'8 febbraio in Entella-Spezia 2-0.

Segna il suo primo gol in biancoceleste la settimana seguente in Entella-Trapani 1-1 in occasione della sua 400ª presenza complessiva nei vari campionati professionistici. Segna il suo 100º gol con i club il 25 aprile nell'1-1 contro l'Avellino. Con 15 presenze e 2 gol non riesce ad evitare la retrocessione dell'Entella dopo aver perso i play-out contro il Modena. Vittima di parecchi infortuni muscolari, torna in campo dopo 5 mesi l'11 ottobre nel corso di Perugia-Entella 0-0, con il suo club riammesso in Serie B come conseguenza dello scandalo calcioscommesse. In questa stagione mette insieme 26 presenze e 2 gol. Nel 2016/17 tra campionato e Coppa Italia gioca 13 partite e segna un gol. In tutto con l'Entella in due anni ha messo insieme 54 presenze e 5 gol.
Il 14 gennaio 2017 viene ceduto in Lega Pro alla Juve Stabia con cui firma un contratto fino al giugno 2020. Il 13 luglio 2017 rescinde con la squadra campana e firma un contratto biennale con l'Arezzo. Segna 9 gol in Serie C e il 5 agosto 2018 il suo contratto viene prolungato fino al 2020 , chiudendo la carriera da calciatore un biennio dopo nel febbraio 2022. Successivamente diventa direttore sportivo dell’Arezzo.

## Statistiche

### Presenze e reti nei club
| Stagione              | Squadra               | Campionato            | Campionato | Campionato | Coppe nazionali | Coppe nazionali | Coppe nazionali | Coppe continentali | Coppe continentali | Coppe continentali | Altre coppe | Altre coppe | Altre coppe | Totale | Totale |
| Stagione              | Squadra               | Comp                  | Pres       | Reti       | Comp            | Pres            | Reti            | Comp               | Pres               | Reti               | Comp        | Pres        | Reti        | Pres   | Reti   |
| --------------------- | --------------------- | --------------------- | ---------- | ---------- | --------------- | --------------- | --------------- | ------------------ | ------------------ | ------------------ | ----------- | ----------- | ----------- | ------ | ------ |
| 2001-2002             | Benevento             | C1                    | 1          | 0          | CI-C            | 0               | 0               | -                  | -                  | -                  | -           | -           | -           | 1      | 0      |
| 2002-2003             | Benevento             | C1                    | 26         | 1          | CI-C            | 0               | 0               | -                  | -                  | -                  | -           | -           | -           | 26     | 1      |
| 2003-2004             | Giugliano             | C2                    | 29+2       | 8          | CI-C            | 0               | 0               | -                  | -                  | -                  | -           | -           | -           | 31     | 8      |
| 2004-gen. 2005        | Benevento             | C1                    | 15         | 1          | CI-C            | 0               | 0               | -                  | -                  | -                  | -           | -           | -           | 15     | 1      |
| Totale Benevento      | Totale Benevento      | Totale Benevento      | 42         | 2          |                 | 0               | 0               |                    | -                  | -                  |             | -           | -           | 42     | 2      |
| gen.-giu. 2005        | Lodigiani             | C2                    | 18+4       | 10+3       | CI-C            | 0               | 0               | -                  | -                  | -                  | -           | -           | -           | 22     | 13     |
| 2005-gen. 2006        | Arezzo                | B                     | 10         | 0          | CI              | 1               | 1               | -                  | -                  | -                  | -           | -           | -           | 11     | 1      |
| gen.-giu. 2006        | Verona                | B                     | 5          | 1          | CI              | 0               | 0               | -                  | -                  | -                  | -           | -           | -           | 5      | 1      |
| 2006-2007             | Verona                | B                     | 26+2       | 3          | CI              | 2               | 0               | -                  | -                  | -                  | -           | -           | -           | 30     | 3      |
| Totale Verona         | Totale Verona         | Totale Verona         | 31+2       | 4          |                 | 2               | 0               |                    | -                  | -                  |             | -           | -           | 35     | 4      |
| 2007-2008             | Taranto               | C1                    | 32+3       | 13+1       | CI-C            | 0               | 0               | -                  | -                  | -                  | -           | -           | -           | 35     | 14     |
| 2008-2009             | Perugia               | 1D                    | 32         | 5          | CI+CI-LP        | 2+1             | 2+0             | -                  | -                  | -                  | -           | -           | -           | 35     | 7      |
| ago. 2009             | Perugia               | 1D                    | 1          | 0          | CI+CI-LP        | 2+0             | 1+0             | -                  | -                  | -                  | -           | -           | -           | 3      | 1      |
| Totale Perugia        | Totale Perugia        | Totale Perugia        | 33         | 5          |                 | 5               | 3               |                    | -                  | -                  |             | -           | -           | 38     | 8      |
| ago. 2009-2010        | Crotone               | B                     | 35         | 3          | CI              | 0               | 0               | -                  | -                  | -                  | -           | -           | -           | 35     | 3      |
| 2010-2011             | Crotone               | B                     | 38         | 14         | CI              | 1               | 0               | -                  | -                  | -                  | -           | -           | -           | 39     | 14     |
| Totale Crotone        | Totale Crotone        | Totale Crotone        | 73         | 17         |                 | 1               | 0               |                    | -                  | -                  |             | -           | -           | 74     | 17     |
| 2011-2012             | Padova                | B                     | 32         | 8          | CI              | 2               | 2               | -                  | -                  | -                  | -           | -           | -           | 34     | 10     |
| 2012-2013             | Padova                | B                     | 39         | 12         | CI              | 2               | 1               | -                  | -                  | -                  | -           | -           | -           | 41     | 13     |
| Totale Padova         | Totale Padova         | Totale Padova         | 71         | 20         |                 | 4               | 3               |                    | -                  | -                  |             | -           | -           | 75     | 23     |
| 2013-2014             | Pescara               | B                     | 28         | 3          | CI              | 2               | 0               | -                  | -                  | -                  | -           | -           | -           | 30     | 3      |
| 2014-gen. 2015        | Livorno               | B                     | 21         | 6          | CI              | 0               | 0               | -                  | -                  | -                  | -           | -           | -           | 21     | 6      |
| gen.-giu. 2015        | Entella               | B                     | 15         | 2          | CI              | 0               | 0               | -                  | -                  | -                  | -           | -           | -           | 15     | 2      |
| 2015-2016             | Entella               | B                     | 26         | 2          | CI              | 0               | 0               | -                  | -                  | -                  | -           | -           | -           | 26     | 2      |
| 2016-gen. 2017        | Entella               | B                     | 11         | 1          | CI              | 2               | 0               | -                  | -                  | -                  | -           | -           | -           | 13     | 1      |
| Totale Virtus Entella | Totale Virtus Entella | Totale Virtus Entella | 52         | 5          |                 | 2               | 0               |                    | -                  | -                  |             | -           | -           | 54     | 5      |
| gen.-giu. 2017        | Juve Stabia           | LP                    | 15+3       | 2          | CI+CI-LP        | 0               | 0               | -                  | -                  | -                  | -           | -           | -           | 18     | 2      |
| 2017-2018             | Arezzo                | C                     | 31         | 9          | CI+CI-C         | 1+0             | 0               | -                  | -                  | -                  | -           | -           | -           | 32     | 9      |
| 2018-2019             | Arezzo                | C                     | 29+5       | 9+1        | CI-C            | 2               | 1               | -                  | -                  | -                  | -           | -           | -           | 36     | 11     |
| 2019-2020             | Arezzo                | C                     | 25         | 11         | CI+CI-C         | 1+0             | 0               | -                  | -                  | -                  | -           | -           | -           | 26     | 11     |
| 2020-2021             | Arezzo                | C                     | 35         | 7          | CI              | 1               | 1               | -                  | -                  | -                  | -           | -           | -           | 36     | 8      |
| 2021-2022             | Arezzo                | D                     | 30+1       | 5+0        | CI-D            | 1               | 0               | -                  | -                  | -                  | -           | -           | -           | 32     | 5      |
| Totale Arezzo         | Totale Arezzo         | Totale Arezzo         | 160+6      | 41+1       |                 | 7               | 3               |                    | -                  | -                  |             | -           | -           | 173    | 45     |
| Totale carriera       | Totale carriera       | Totale carriera       | 625        | 141        |                 | 23              | 9               |                    | -                  | -                  |             | -           | -           | 648    | 150    |